# Nadeo Argawinata
Nadeo Argawinata (sinh ngày 9 tháng 3 năm 1997) là một cầu thủ bóng đá người Indonesia hiện tại thi đấu cho Borneo Samarinda ở Liga 1 ở vị trí Thủ môn. Nadeo là một thủ môn trẻ, anh gia nhập SSB Macan Putih Kediri để thử việc ở Samarinda.

## Thống kê sự nghiệp

### Quốc tế
Tính đến ngày 21 tháng 11 năm 2023.
| Đội tuyển quốc gia | Năm       | Trận | Bàn |
| ------------------ | --------- | ---- | --- |
| Indonesia          | 2021      | 8    | 0   |
| Indonesia          | 2022      | 10   | 0   |
| Indonesia          | 2023      | 6    | 0   |
| Tổng cộng          | Tổng cộng | 24   | 0   |

## Thành tích

### Quốc tế
U-22 Indonesia
- Huy chương bạc Đại hội thể thao Đông Nam Á: 2019